# Doin’ Time
«Doin’ Time» — песня, изначально записанная американской группой Sublime (1988—1996) и получившая положительные отзывы критиков и большую известность в чартах в 2019 году в исполнении американской певицы Ланы Дель Рей.

## История
Впервые песня появилась на третьем альбоме группы Sublime, вышедшем в 1996 году, после чего группа распалась из-за смерти вокалиста.
«Doin’ Time» это, по сути, версия арии «Summertime» (1935), написанной Джорджем Гершвиным для оперы Порги и Бесс. Трек 1997 года содержит семплы кавера «Summertime» американского джазового флейтиста Херби Мэнна, живой версии в стиле босса-нова из его альбома Herbie Mann at the Village Gate (1961). Первоначально группа Sublime записала песню со словами «doin’ time and the livin’s easy». Чтобы выпустить песню с использованием семпла мелодии Гершвина, группа должна была согласиться использовать строчку «summertime» вместо «doin’ time». Тем не менее, песня была уже записана со словами «doin’ time», а их вокалист Брэдли Ноуелл внезапно умер от передозировки героина (это произошло 25 мая 1996 года). Лирика была перезаписана другом и продюсером группы Sublime Michael Happoldt, исполняющим слова «summertime». Именно эта версия песни появляется в одноимённом альбоме Sublime.

## Список композиций
1. «Doin' Time» (Bradley Version) — 4:16
2. «Doin' Time» (Remixed by Wyclef Jean) — 3:49
3. «Doin' Time» (Remixed by Marshall Arts featuring The Pharcyde) — 4:10
4. «Doin' Time» (Album Version) — 4:12

## Чарты
| Чарт (1997-98)                      | Высшая позиция |
| ----------------------------------- | -------------- |
| США (Billboard Hot 100)             | 87             |
| США (Billboard Alternative Airplay) | 28             |

## Версия Ланы Дель Рей
7 мая 2019 года Лана Дель Рей впервые выложила тизер песни и сообщила о скором её издании. Кавер Дель Рей официально появился 17 мая одновременно с премьерой документального фильма о распавшейся группе Sublime на кинофестивале Tribeca Film Festival.

### Анализ
Вскоре после выхода кавер-версии Ланы Дель Рей среди многих критиков начал формироваться общий консенсус, который отметил очевидную взаимосвязь между «Doin’ Time» и другими песнями группы Sublime и собственными песнями Дель Рей.
Большинство критиков пришли к выводу, что решение Дель Рей сделать свой кавер на песню было правильным решением, которое дало удовлетворительный законченный результат. Один из рецензентов, в частности, выразил мнение, что кавер был настолько аутентичным, что «он мог легко появиться на одном из собственных альбомов Дель Рей». Другой согласился, добавив, что уникальная эстетика, которую Дель Рей привносит в песню, делает её версию «едва ли [даже звучащей] похожей на кавер Sublime». Большая часть похвалы к каверу Дель Рей была направлена на то, как певица одновременно оставалась верной оригинальному звучанию Sublime, а также использовала свои собственные устоявшиеся вокальные ниши и техники.

### Реакция критиков
Версия «Doin’ Time» в исполнении Дель Рей получила признание критиков после её выхода, и не только критики, но также и бывшие товарищи по группе Sublime и их семьи похвалили Дель Рей за обработку песни.
Статья из журнала Rolling Stone, в которой кавер Дель Рей описывался как «мерцающий» и «сверкающий», включала в себя личную оценку версии Дель Рей от Бада Го ударника группы Sublime, в которой Бад хвалил её хорошо узнаваемый вокальный стиль, когда она работала над песней, сказав, что «дымный, сексуальный и культовый звук её голоса вдыхает новую жизнь в один из наших любимых синглов». В отдельном интервью с iHeartRadio, данное Трой Дендеккер, вдовой фронтмена Sublime Брэдли Ноуелла, она также похвалила кавер Дель Рей, охарактеризовав его как «волшебный и призрачный», и объяснила, что с его выпуском это делает честь таланту Дель Рей и дополняет возвышенное наследие Sublime".
В весьма позитивном отзыве от журнала Billboard рецензент Джил Кауфман особо подчеркнул, как Дель Рей включила свою собственную «сонную, интимную атмосферу в непринужденный ритм песни». Алекс Сарагоса из журнала Vice приветствуя версию Дель Рей, сказал, что это «образ SoCal … настолько совершенен, что разумно думать, что где-то в её доме в Малибу висит плакат группы Sublime».
В другом весьма позитивном обзоре Меган Гарви из The Fader заявила, что «песня лета — „Doin’ Time“ группы Sublime, но такая, как её поет сама Лана», и продолжила, она придает такое большое значение и почтение каверу потому, что «Я могу даже предположить, что версия [Дель Рей] „Doin’ Time“ улучшает оригинал, благодаря его более изящной аранжировке». В отдельной статье второй автор The Fader также похвалил версию Дель Рей, называя её «великолепной» версией и, в то же время, немного покритиковал трек, сказав, что «новая Sublime кавер-версия Дель Рей является… сублимированной». По сравнению с другими рецензиями, D’Souza отметил, что отличительный артистический подход Дель Рей и вокал в конечном итоге сформировали её собственную версию песни: «У Ланы такая постоянная эстетика, что она едва звучит как кавер Sublime; эта песня могло легко войти в её последний альбом, Lust For Life».
Кили Куинлан из Stereogum положительно отозвался о песне, похвалив её как «очень, очень хороший» кавер, заявив, что «сложенный, пропитанный реверберацией вокал Дель Рей мастерски вписывается в эту атмосферу, а некоторые дополнительные перкуссии добавляют великолепную сладость». Эрик Торрес из Pitchfork дал положительный отзыв о версии Дель Рей и разделил многие из тех же мнений, что и другие рецензенты, когда он описывал кавер как «решительно в стиле Дель Рей». Торрес также подчеркнул, каким образом Дель Рей «адаптировала выразительный речитатив Брэдли Ноувелла в её собственном безумном стиле». В положительном отзыве от Radio.com было сказано, что Дель Рей выпустила «парящую» кавер-версию песни, и что она «не может быть более совершенной», и что песня «родилась заново» с замедленным темпом Дель Рей, введением струн, и развевающейся гармонии".
Свою положительную рецензию для журнала Spin опубликовал Роб Арканд, особенно отметив преданность Дель Рей к исходному материалу, сказав, что её версия «остается на удивление верной оригиналу с щипковыми интонациям арфы». Он завершил свой обзор, выразив своё восхищение аранжировкой Дель Рей, и выразил сомнение в том, что другой исполнитель мог бы сделать песню таким образом, который был как бы и верным оригиналу, так и с особым звучанием SoCal.

### Концертные выступления
22 июня 2019 года Лана дель Рей впервые исполнила песню «Doin’ Time», выступая на своём концерте рядом с Замком Мэлахайд около Дублина (Ирландия).

### Чарты
| Чарт (2019)                                | Высшая позиция |
| ------------------------------------------ | -------------- |
| Австралия (ARIA Digital Tracks)            | 39             |
| Бельгия/Фландрия (Ultratip Bubbling Under) | 14             |
| Бельгия/Валлония (Ultratip Bubbling Under) | 20             |
| Канада (Billboard Canadian Hot 100)        | 60             |
| Канада (Billboard Rock)                    | 25             |
| Хорватия (HRT)                             | 56             |
| Чехия (Singles Digitál Top 100)            | 91             |
| Франция (SNEP)                             | 162            |
| Греция (IFPI)                              | 25             |
| Венгрия (Single Top 40)                    | 7              |
| Исландия (RÚV)                             | 11             |
| Ирландия (IRMA)                            | 51             |
| Литва (AGATA)                              | 58             |
| Новая Зеландия (RMNZ Hot Singles)          | 13             |
| Португалия (AFP)                           | 81             |
| Шотландия (OCC Scotland)                   | 24             |
| Словакия (Singles Digitál Top 100)         | 48             |
| Швеция (Sverigetopplistan Heatseeker)      | 5              |
| Швейцария (Schweizer Hitparade)            | 70             |
| Великобритания (OCC UK Singles)            | 42             |
| США (Billboard Hot 100)                    | 59             |
| США (Billboard Rock & Alternative Airplay) | 1              |
| США (Rolling Stone Top 100)                | 64             |

| Чарт (2019)                  | Позиция |
| ---------------------------- | ------- |
| США (Billboard Rock Airplay) | 5       |

| Регион | Сертификация | Продажи |
| --- | ------------ | ------- |
| Канада (Music Canada) | Золотой      | 40 000  |
| * Данные о продажах приведены только на основе сертификации. ^ Данные о тиражах приведены только на основе сертификации. |              |         |